# Леувенбюрг, Петер
Петер Леувенбюрг (нидерл. Peter Leeuwenburgh; род. 23 марта 1994, Heinenoord, Южная Голландия) — нидерландский футболист, вратарь клуба «Аполлон» Лимасол.

## Клубная карьера
Леувенбюрг — воспитанник клубов ВВ СХО и «Аякс». 2 сентября 2013 года в матче против дублёров ПСВ он дебютировал за дублирующий состав последних в Эрестедивизи. В 2015 году Петер перешёл в «Дордрехт». 22 сентября в поединке Кубка Нидерландов против «Фейеноорда» он дебютировал за основной состав. Летом 2019 года Леувенбюрг перешёл в африканский «Кейптаун Сити». 4 августа в матче против «Суперспорт Юнайтед» он дебютировал в чемпионате ЮАР.
В 2021 году Леувенбюрг вернулся в Нидерланды, подписав контракт с клубом «Гронинген». 15 августа в матче против «Камбюра» он дебютировал в Эредивизи. В начале 2024 года Петер перешёл в кипрский «Аполлон». В матче против «Отеллос» он дебютировал в чемпионате Кипре.

## Международная карьера
В 2011 году в составе юношеской сборной Нидерландов Леувенбюрг стал победителем юношеского чемпионата Европы в Сербии. На турнире он сыграл в матчах против команд Чехии.
Летом того же года Петер принял участие в юношеском чемпионате мира в Мексике. На турнире он был запасным и на поле не вышел.

## Достижения
Международные
 Нидерланды (до 17)
- Победитель юношеского чемпионата Европы: 2011